# Levski Peak
Levski Peak är en bergstopp i Antarktis. Den ligger i Sydshetlandsöarna. Argentina, Chile och Storbritannien gör anspråk på området. Toppen på Levski Peak är 964 meter över havet.
Terrängen runt Levski Peak är varierad. Trakten är glest befolkad. Närmaste befolkade plats är St. Kliment Ohridski Base, 12,8 kilometer väster om Levski Peak. 